# 미국 수정 헌법 제5조
미국 수정 헌법 제5조(The Fifth Amendment, Amendment V)는 미국 권리 장전의 일부이며, 적법한 절차에 의한 정부의 권한 남용에 대한 보호를 규정하고 있다. 그러한 보장은 1215년 대헌장으로 거슬러 올라가는 영국법에서 기인한 것이다. 예를 들어, 대배심과 적법한 절차라는 모두가 대헌장에서 기인한 것이다.

## 전문
제5조는 적법절차의 원리, 일사부재리의 원칙, 자기부죄 금지의 원칙, 공용침해에 대한 조항이다.
누구라도 대배심의 고발이나 공소 제기에 의하지 아니하고는 사형에 해당하는 죄나 중죄에 대하여 심문당해서는 아니된다. 다만 전쟁시나 공공의 위험이 발생했을 때에 육해군이나 민병대에 현실적으로 복무중인 경우는 예외로 한다. 또한 어느 누구도 동일한 범죄에 대하여 생명이나 신체의 위험에 두 번 처해져서는 아니되고, 어느 형사 사건에서도 자신의 증인이 될 것을 강요받아서는 아니되며, 적법절차에 의하지 아니하고 생명이나 자유 또는 재산이 박탈당해서는 아니된다. 또 사유재산권은 정당한 보상 없이는 공익 목적을 위하여 수용되어서는 아니된다.
 
 

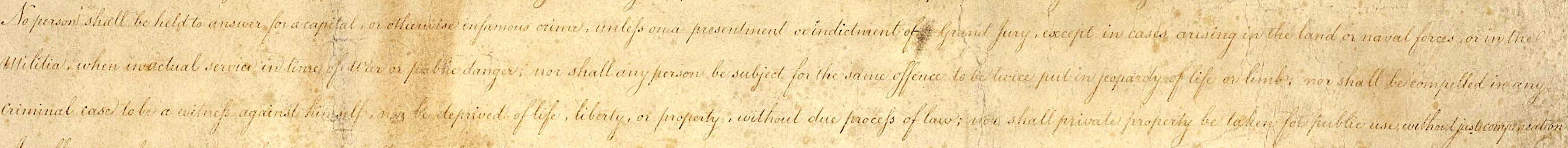
미국 수정 헌법 제5조 원문

No person shall be held to answer for any capital, or otherwise infamous crime, unless on a presentment or indictment of a Grand Jury, except in cases arising in the land or naval forces, or in the Militia, when in actual service in time of War or public danger; nor shall any person be subject for the same offence to be twice put in jeopardy of life or limb; nor shall be compelled in any criminal case to be a witness against himself, nor be deprived of life, liberty, or property, without due process of law; nor shall private property be taken for public use, without just compensation.

## 수용조항
제5조의 수용조항은 사유재산이 적절한 보상없이 공공의 목적으로 수용되는 것을 금지하고 있다. 국가의 재산의 사용이 공공의 목적과 합리적 견련관계에 있고 단순히 공공의 사용여부가 아닌 공익에 부합여부가 있어야 한다. 적절한 보상은 수용시 재산의 시장가격에 의해 정해진다.

### 수용의 정의
점유된 토지가 사용되는지 아니면 점유된 부분이 전체에서 극히 일부분에 불과한지 또는 정부의 점유가 전체토지사용에 아무런 영향을 주는가 등과 관계없이 정부에 의한 영구적이고 물리적인 사유토지점유는 수용으로 본다.

### 사실상의 수용
영구적 물리 침해가 있거나 혹은 재산을 경제적으로 유용하게 향유하는 것을 차단하는 경우 사실상의 수용이 있다고 본다. 그린벨트 등 이용 규제가 사실상의 수용의 예이다. 법원은 정부규제가 사실상의 수용인지 판단함에 있어 원고에 대한 경제적 영향, 투자자의 기대등에 대한 영향, 정부행정행위의 성질 등을 고려해서 판단한다.

## 참고 문헌
- 임지봉, 美國 憲法上의 契約條項과 收用條項, 미국헌법학회 미국헌법연구 제19권 2호 (2008년 9월)
- 박승호, 미국헌법상 수용조항, 안암법학 26권, 안암법학회, 2008년
- 정하명, 미국 연방헌법상 공적 사용과 경제개발, 토지공법연구 제36집
- 이종근, 미국 헌법상의 규제적 수용의 법리, 토지공법연구 제37집 제1호 (2007년 8월)